# پلی هیدروکسی اتیل متاکریلات
پلی (۲-هیدروکسی اتیل متاکریلات) (pHEMA) پلیمری است که یک هیدروژل را در آب تشکیل می‌دهد. هیدروژل پلی (هیدروکسی اتیل متاکریلات) (PHEMA) برای لنزهای داخل چشمی (IOL) با استفاده از پلیمریزاسون محلول ۲-هیدروکسی اتیل متاکریلات (HEMA) به عنوان ماده اولیه، آمونیوم پرسولفات و سدیم پیروسولفیت (APS / SMBS) به عنوان کاتالیزور و تری اتیلن گلیکول دی متاکریلات (TEGDMA) به عنوان افزودنی اتصال عرضی سنتز می‌شود. این ماده توسط Drahoslav Lim و Otto Wichterle برای استفاده بیولوژیکی اختراع شده‌است. آنها موفق به تهیه ژل اتصال عرضی شده‌ای شدند که تا ۴۰٪ از آب را جذب می‌کند، خواص مکانیکی مناسبی را از خود نشان می‌دهد و شفاف بود. آنها این ماده را در سال ۱۹۵۳ به ثبت رساندند.

## کاربردها

### لنزهای تماسی
در سال ۱۹۵۴، این ماده برای اولین بار به عنوان ایمپلنت چشمی مورد استفاده قرار گرفت. Wichterle فکر می‌کرد که pHEMA می‌تواند ماده مناسبی برای لنز تماسی باشد و اولین اختراع خود را برای لنزهای تماسی نرم به دست آورد. در اواخر سال ۱۹۶۱، وی موفق به تولید چهار عدد لنز تماسی از هیدروژل pHEMA بر روی دستگاه خانگی شد.
کوپلیمرهای pHEMA امروزه هنوز هم به‌طور گسترده مورد استفاده قرار می‌گیرند. Poly-HEMA با چرخش در اطراف کربن مرکزی خود به عنوان یک هیدروژل عمل می‌کند. در هوا، طرف متیل غیر قطبی به سمت بیرون می‌چرخد و مواد را شکننده و آسان می‌کند تا به شکل صحیح لنز خرد شود. در آب، قسمت هیدروکسی اتیل قطبی به سمت بیرون می‌چرخد و مواد انعطاف‌پذیر می‌شوند. pHEMA خالص لنزها را ضعیف می‌کند چون خیلی ضخیم هستند و مانع از انتسار کافی اکسیژن می‌شوند، بنابراین تمام لنزهای تماسی که پایه آن PHEMA است، با کوپلیمرهایی ساخته شده‌اند که ژل را نازک‌تر کرده و هیدراته شدن با آب را افزایش می‌دهد. این لنزهای هیدروژل کوپلیمر غالباً با پسوند "-filcon" مانند Methafilcon که یک کوپلیمر هیدروکسی اتیل متاکریلات و متیل متاکریلات است، نامگذاری می‌شوند. یکی دیگر از لنزهای هیدروژل کوپلیمر، به نام Polymacon، یک کوپلیمر از هیدروکسی اتیل متاکریلات و اتیلن گلیکول دی متاکریلات است.

### کشت سلول
از pHEMA معمولاً برای جلوگیری از چسبندگی سلول و القای تشکیل اسفروئید به ویژه در تحقیقات سرطان، برای پوشاندن فلاسک‌های کشت سلول استفاده می‌شود. نمونه‌های قدیمی تر pHEMA شامل ژل آگار و آگارز است.